# Francouzské Kongo
Francouzské Kongo (francouzsky Congo français) neboli Střední Kongo (francouzsky Moyen-Congo) byla v letech 1880 (založení města Brazzaville) až 1910 francouzská kolonie nacházející se na pobřeží Afriky na území dnešního Gabonu, Republiky Kongo a Středoafrické republiky. Francouzské Kongo bývá někdy známo jako Gabon-Congo. V roce 1891 bylo formálně rozšířeno o území Gabonu a přejmenováno na Střední Kongo (Moyen-Congo). V roce 1906 bylo území kolonie rozděleno mezi Gabon a Střední Kongo a roku 1910 bylo opět sjednoceno do Francouzské rovníkové Afriky.